# Elio Petri
Elio Petri (ur. 29 stycznia 1929 w Rzymie, zm. 10 listopada 1982 tamże) – włoski reżyser i scenarzysta filmowy, tworzący głównie kino zaangażowane politycznie.

## Życiorys
Pochodził z rodziny robotniczej. Za poglądy lewicowe został wyrzucony z prowadzonej przez księży szkoły San Giuseppe di Merode. Był członkiem Włoskiej Partii Komunistycznej, którą opuścił po rewolucji na Węgrzech w 1956.
Pracę w filmie rozpoczął jako asystent reżysera Giuseppe De Santisa, który wywarł znaczący wpływ na jego karierę.
Zdobywca Oscara za najlepszy film nieanglojęzyczny za Śledztwo w sprawie obywatela poza wszelkim podejrzeniem (1970) oraz Złotej Palmy na 25. MFF w Cannes za film Klasa robotnicza idzie do raju (1971). Główne role w swoich filmach często powierzał Gianowi Marii Volontému.

## Filmografia

### reżyser
- 1961: Zabójca (L'assassino)
- 1962: Dni są policzone (I giorni contati)
- 1963: Nauczyciel z Vigevano (Il maestro di Vigevano)
- 1963: Nudi per vivere
- 1964: Niewierność (Alta infedeltà) - epizod Peccato nel pomeriggio
- 1965: Dziesiąta ofiara (La decima vittima)
- 1967: Każdemu swoje (A ciascuno il suo)
- 1968: Spokojne miejsce na wsi (Un tranquillo posto di campagna)
- 1970: Śledztwo w sprawie obywatela poza wszelkim podejrzeniem (Indagine su un cittadino al di sopra di ogni sospetto)
- 1971: Klasa robotnicza idzie do raju (La classe operaia va in paradiso)
- 1973: Własność nie pochodzi już z kradzieży (La proprietà non è più un furto)
- 1976: Wszelkim sposobem (Todo modo)
- 1978: Brudne ręce (Le mani sporche) - miniserial
- 1979: Dobre wiadomości (Buone notizie)